# Aires del Montseny
Aires del Montseny (originalment Ayres del Montseny) és un llibre de poemes escrit per Jacint Verdaguer (1845–1902) i publicat l'any 1901. Es tracta d'una obra de maduresa, la penúltima publicada en vida i la primera apareguda després de tancar-se el conflicte entre el capellà i la jerarquia eclesiàstica, que té per tema principal el paradís perdut de la infantesa i el retrobament amb la terra natal del poeta.
Consta d'un total de trenta-cinc poemes, escrits en èpoques diferents i amb estils i construccions molt diverses. El fil conductor és el Montseny, un espai íntim per a l'autor que l'utilitza simbòlicament i amb un sentit molt ampli que va molt més enllà del massís, englobant la Plana de Vic i les Guilleries i arribant, fins i tot, a Ripoll i a la costa: «tota la terra catalana que, mal ageguda á les plantes del Montseny, s'estén desde'ls Pirineus fins á la mar».

## Context
L'origen del llibre cal cercar-lo en l'excursió al cim del Matagalls que Verdaguer va realitzar el 3 de setembre de 1899 en companyia dels redactors del setmanari La Creu del Montseny, de la qual n'era director. Sortint de Viladrau, arribats al capdamunt de la muntanya van llegir poemes i entonar cants dels quals n'era autor, com «Des del Montseny», «La Creu» i «La barretina». En acabat van entonar Els segadors i el capellà de l'ermita de Sant Segimon va disparar una trabucada.
Aquesta experiència va significar per al poeta un retrobament personal i poètic amb les seves terres d'origen després d'haver-ne fugit durant els anys de conflicte, fent emergir els records i la nostàlgia de la infantesa en la seva darrera etapa literària, de la qual Aires del Montseny és una de les obres més destacades. Precisament, s'emmarca en el context de la profunda revisió que Verdaguer va fer de la seva vida després de la profunda crisi espiritual que va viure pels volts de 1886, replegant-se sobre ell mateix i la seva poesia.
Aires del Montseny va ser publicada –com a fulletó primer i com a llibre després– per la revista Joventut, un dels nuclis més importants dels joves exponents del modernisme, que van demostrar el seu reconeixement i la seva adhesió a l'autor amb una acurada edició que incloïa una coberta d'Apel·les Mestres i il·lustracions de J. Brull, Lluís Graner, Simó Gómez, F. Sardà, M. Urgell i S. Junyent, entre d'altres.
El 10 de juny de 1902, just l'any següent a la publicació del llibre, Verdaguer va morir per causa de la seva afectació de tuberculosi.

## Contingut
El llibre és, com s'ha dit, una antologia temàtica en la qual la dimensió geogràfica pren un sentit personal: és la terra natal, l'espai de la infantesa, el paradís perdut. Sota el pretext de la unitat temàtica, incorpora poemes nous i vells, amb una gran diversitat formal: hi ha poesia lírica i també goigs, cobles, romancets i llegendes.
Al pròleg, mitjançant una glossa lliure de La pàtria d'Aribau explica la significació mítica, col·lectiva i personal d'aquelles terres i justifica la seva dedicació a la poesia religiosa. El símbol del Montseny, una muntanya coronada per la Creu, s'utilitza com a metàfora de la salvació a través de la Redempció, tal com ja havia fet en obres anteriors, especialment a Canigó (1886), incorporant també elements de contraposició entre camp i ciutat i d'exaltació patriòtica:
| « | Cada poble de l'antiga Catalunya tenia, i té encara, lo seu padró, que sol ser una llosa quadrada sostinguda per un pilaret i coronada com un altar amb la santa creu. (…) Doncs lo pedró de Catalunya és nostre Montseny, que té per digna sagrera de sa creu gegantina la volta del firmament. En aquell altar se creuen moltes mirades extàtiques i molts pensaments patriòtics; allí es donen cita, s'hi troben i conversen molts cors enlairats i moltes ànimes somiadores: los aucells de la poesia que poden fugir una estona de la gàbia de la ciutat allà se'n volen, com al plaent reposador de les àligues ferides. Si qui ha begut un estiu les fresques i regalades aigües del Montseny no el pot oblidar més, ¿com l'oblidarà qui ha nascut a la seva ombra, qui ha jugat en sa falda i ha passat en ella lo bo i millor de sa vida? | » |

Cal destacar també la declaració poètica «¿Què és la poesia?», escrita el 1896 en ple conflicte, que afirma el retorn al nucli més pur de la poètica romàntica, allunyant-se dels plantejaments formals de la Renaixença.

## Poemes
- A la Verge
- Des del Montseny
- Lo comte Arnau
- Goigs de Santa Maria de Ripoll
- Al senyor bisbe de Vic doctor Torras i Bages
- Mon colomar
- A la mort de la meva mare
- Al cardenal Vives
- Records i somnis
- València
- Goigs del beat Romeu de Llívia
- ¿Què és la poesia?
- A Igualada, en lo centenari del Sant Crist
- Lo trobador
- La Creu de Catalunya
- Cobles de la Mare de Déu del Roure
- Somni d'infant
- L'estrella del nord
- Sentint un rossinyol
- A la mort de la filla del felibre Roumieux
- La veu del Montseny
- Lo Pelegrinet de Santa Teresa
- A la Divina Pastora
- Goigs en llaor del gloriós Sant Miquel dels Sants
- Dalt de l'ermita
- Flor d'hivern
- L'estàtua de don Jaume
- ¿Per què Déu nos bastoneja?
- L'estel de l'alba
- Lo dolmen de Sant Jordi
- Benvinguda a les rellíquies del v. Pere Almató
- L'hostal millor
- A la mort de don Lluís Roca i Florejachs
- Al beat Ramon Llull
- Les alades de la creu del Montseny

## Principals edicions
- Ayres del Montseny. Poesíes de Mossén Jacinto Verdaguer.  Barcelona: Joventut, 1901 (amb il·lustracions d'Apel·les Mestres).
- Pàtria. Aires del Montseny.  Barcelona: Llibreria Catalònia, 1934 (Obres completes, vol. VII).
- Pàtria. Aires del Montseny.  Barcelona: Selecta, 1970 (Biblioteca Selecta).
- Aires del Montseny. Edició de Narcís Garolera.  Barcelona: Edicions de 1984, 2002. ISBN 84-96061-02-7.